# Freak
Freak je píseň americké zpěvačky a skladatelky Lany Del Rey, která se stala třetím a posledním singlem z jejího čtvrtého studiového alba Honeymoon. Napsali ji Del Rey, Rick Nowels a Kieron Menzies. Píseň byla kritiky přijata převážně pozitivně. Jessica Hopper z Pitchfork o textu písně napsala, že se svou inspirací v Kalifornii podobá dalším kouskům z alba, jako třeba "High by the Beach" a "Art Deco".

## Hudební video
Videoklip k singlu vyšel 9. února 2016 a byl režírován samotnou Del Rey. V klipu se objevil Father John Misty a dívky z "Music to Watch Boys to". Projekt byl kritiky popsán jako jeden z nejlepších videoklipů roku 2016.